# فنون تحويلية
الفنون التحويلية هي استخدام الأنشطة الفنية، مثل سرد القصص، والرسم، وصنع الموسيقى، لإحداث تغيير فردي واجتماعي بناء.
التغييرات الفردية التي تتم من خلال الفنون التحويلية عادة ما تكون معرفية وعاطفية. ينتج هذا عن الطريقة التي يمكن بها للمشاركة في عملية إبداعية، والسعي إلى ممارسة فنية تسعى إلى إعادة تقييم نقدي للمعتقدات السابقة، مصحوبة بمشاعر غير مألوفة، مما يغير من إدراكه للعالم ونفسه والآخرين.
التغيرات الاجتماعية التي تحدث من خلال الفنون التحويلية تحدث عندما يظهر هذا التصور المتغير بطرق جديدة في التفاعل مع الآخرين.
على الرغم من أن المشاركة في الأنشطة الفنية كانت جزءًا لا يتجزأ من الوسائل التي يسعى الأفراد والمجتمعات من خلالها إلى الحصول على الراحة الشخصية والتأمل الذاتي والتماسك الجماعي لآلاف السنين، فإن أصل الفنون التحويلية كمفهوم رسمي حديث يعزى عمومًا إلى عمل جون ديوي.
تبنى ديوي أربعة أفكار رئيسية حول محور الفنون التحويلية. أولاً، الفن ليس غرضًا بل تجربة، يشارك فيه شخص واحد أو أكثر. ثانياً، من المحتمل أن يكون كل فرد فنانًا من خلال قدرته على المشاركة في هذه التجربة، من خلال أي نشاط فني. ثالثًا، تؤدي مثل هذه المشاركة إلى حدوث نوع من التغيير التحولي في كيفية تفكير المشاركين، وشعورهم وتصرفاتهم. رابعًا، الفن على حد سواء نفسي واجتماعي، ولا يُحَول العمليات الفردية فقط، بل أيضًا العلاقات الشخصية.
تبعا لذلك، يتم تسهيل الفنون التحويلية من قبل الفنانين مع الغرض النفسي المتمثل في تعزيز التفكير الذاتي الفردي، والغرض الاجتماعي المتمثل في تعزيز الشمول والمعاملة بالمثل والعدالة.